# Лапіна Наталя Петрівна
Наталя Петрівна Лапіна (*10 жовтня 1953, Оха, Сахалінська область) — українська письменниця, членкиня НСПУ з 2010 р., в Черкаській обласній організації НСПУ з 2013 р. Великі за обсягом твори пише в співавторстві зі своєю сестрою Світланою Горбань.

## Біографічні відомості
Наталя Лапіна народилася в місті Оха на Сахаліні (Російська Федерація) в родині військовослужбовця. Її предки були родом з України, за сталінських часів їх було виселено на Далекий Схід. Наталя виросла на російській літературі й культурі, проте її завжди тягнуло до української мови.
Наталя Лапіна закінчила Черкаський державний університет за спеціальністю вчитель російської мови та літератури. Другу вищу освіту психолога здобула в Харкові; у цей період остаточно вивчила українську мову й перейшла на неї в повсякденному спілкуванні.
Наталя живе в Черкасах, раніше мешкала в Кременчуці, працювала практичним психологом ЗНЗ № 8.

## Творчість
Наталя Лапіна великі за обсягом твори пише разом з своєю сестою Світланою Горбань, жанри різноманітні: детективи, фантастика, фентезі й романи про кохання. Разом вони є авторами повісті «Апокриф», романів «Якщо подолаєш прокляття» («Роковая ошибка магов», «Якщо полюбиш прокляття»), «Невинна грішниця» («Ловці чарівного вітру»), «Увертюра», «Надія: сплутані пазли», «Зодчий із пекла», «Роман з містом».
Також Лапіна є автором численних оповідань, методичних й критичних статей, які друкувалися у періодиці.
Окремі твори перекладено польською, англійською, румунською та нідерландською мовами.

### Конкурси та премії
- Лауреатка Першого Всеукраїнського конкурсу гостросюжетного роману «Золотий Бабай» (1999, за роман «Ловці чарівного вітру»).
- Переможниця регіонального конкурсу «Легенди про козака Івана Кременчука» (2001, за повість «Тисячолітній Кременчук»).
- Дипломантка конкурсу «Коронація слова» 2004 року (за детектив «Майстри неможливого»).
- Дипломантка конкурсу «Коронація слова» 2009 року (за роман «Надія: сплутані пазли»).
- Лауреатка ІІ премії Міжнародного літературного конкурсу «Коронація слова 2015» (за «Роман з містом»).
- Дипломантка конкурсу «Коронація слова» 2020 року (за роман "Неповторна, або Міське бохо").
- Фіналістка (третє місце) Міжнародної літературної премії короткої прози імені Василя Портяка (2020).
- Лауреатка І премії Міжнародного літературного конкурсу «Молода КороНація» (2022, за роман для підлітків).

### Твори в співавторстві зСвітланою Горбань
- Апокриф: повість // Дніпровські хвилі. — 1995. — № 1. — С. 7 — 23.
- Ловці чарівного вітру: Роман. К.: Факт, 2000. — 264 с. Друге видання: Невинна грішниця. — К.: Джерела М, 2003. — 304 с.
- Тисячолітній Кременчук: Повість // Легенди про козака Івана Кременчука. — Кременчук: АГІТ, 2001. — С. 7 — 28.
- Роковая ошибка магов: Роман-фэнтези. — Харків: Книжковий клуб «Клуб сімейного дозвілля», 2002. — 240 с.
- Якщо подолаєш прокляття. — К.: Зелений Пес. Гамазин, 2006. — 224 с. Інше видання: Якщо полюбиш прокляття / Если полюбишь проклятье. - К.: Мультимедийное издательство Стрельбицкого, 2017. – Електронна книга.
- Увертюра: Роман. — К.: Джерела М, 2004. — 288 с.
- Надія: сплутані пазли: Роман. К.: Країна мрій, 2011. - 240 с.
- Зодчий із пекла: Детективний роман. - Черкаси: видавець Кандич С.Г., 2013. – 240 с. Інше видання: Зодчий із пекла / Зодчий из преисподней. – К.: Мультимедийное издательство Стрельбицкого, 2016. – Електронна книга.
- Роман з містом: Роман. - Харків: Книжковий клуб «Клуб сімейного дозвілля», 2015 - 192 с.

### Оповідання
- Маленьке диво // Кременчук літературний. — Кременчук, 1992. — С. 123 — 126.
- Три намистинки нісенітниць. Фантастичні мініатюри // Добромисл (Полтава). — 1993. — № 2. — С. 22 — 23.
- Намисто з нісенітниць. Маленькі фантазії // Наука-фантастика. — 1995. — № 2. — С. 29 — 30.
- Намисто з нісенітниць. Мініатюри // Кременчук літературний-2. — Полтава: Полтавський літератор, 1996. — С. 46 — 51.
- Хто не читає Вірджинії Вулф? // Танграм (Кременчук). — 1997. — № 1. — С. 118 — 124.
- Донна Олівія в трансі, або Суперечка за кому (пародія, під псевдонімом Наталя Айстра) // Танграм (Кременчук). — 1998. — № 1(3). — С. 20.
- Посмішка сивої пані // Танграм (Кременчук). — 1998. — № 2(4). — С. 17 — 20.
- Іменини серця // Кременчук-2000. — Кременчук: Християнська Зоря, 2000. — С. 131 — 133.
- Именины сердца // Лица друзей, — 2004. — № 1-6.
- Imeniny serca (fragment, przelozyl Stefan Pastuszewski) // Jednodniowka literacka (Bydgoszcz Polska). — 5 czerwca 2006. — S. 6.
- Imeniny serca (przelozyl Stefan Pastuszewski) // Akant (Bydgoszcz Polska). — Lipiec 2006. — S. 21.
- Вовкулака // УФО (Український фантастичний оглядач). — 2008. — № 1. — С. 8-9.
- Скельця: Сюрреалістичний сценарій // Захід — Схід: www.zahid-shid.net/ — 25.08.2008. — вип.4. — Просторове, с. 2.
- Вовкулака // Кременчук літературний — 2007. Літературний альманах. Випуск 6. — Кременчук: Християнська Зоря,, 2008. — С. 186 — 191.
- Іменини серця. Вовкулака. Посмішка сивої пані: Оповідання // Холодний Яр. – 2015. – № 1. – С. 177-191.
- Різдвяний ангел // Львів. Смаколики. Різдво: збірка. – Харків: Книжковий Клуб "Клуб Сімейного Дозвілля", 2016. – С. 85-101.
- Зустріти Анжелу // Львів. Вишні. Дощі: збірка. – Харків: Книжковий Клуб "Клуб Сімейного Дозвілля", 2017. – С. 166-175.
- Таємниця Синьої Бороди // Львів. Пані. Панянки: збірка. - Харків: Книжковий Клуб "Клуб Сімейного Дозвілля", 2018. – С. 89-123.
- Хто не читає Вірджинії Вулф? // Холодний Яр. – 2018. - № 2. – С. 162-169.
- На щодень і на свята // Львів. Спогади. Кохання: збірка. – Харків: Книжковий Клуб "Клуб Сімейного Дозвілля", 2019. – С. 211-246.
- Інопланетяни. Мистецтво // Літературна Україна. – 7 листопада 2019 р. – с. 16.
- Катова донька // Львів. Шоколад. Кам’яниці: збірка. – Харків: Книжковий Клуб "Клуб Сімейного Дозвілля", 2020. – С. 71-100.
- Хто не читає Вірджинії Вулф? // Двадцять чотири мартини. Твори п’ятнадцяти фіналістів 2020 Міжнародної літературної премії короткої прози імені Василя Портяка. – К.: Український письменник, 2021. – с. 46-52.
- Розсуваючи завісу: Гальшка // Львів. Пристрасті. Таємниці: збірка. – Харків: Книжковий Клуб "Клуб Сімейного Дозвілля", 2021. – С. 30-54.

### Поезія
- Добірка віршів // Поетичні барви освітян Полтавщини. Збірка поезій. — Полтава: «АСМІ», 2007. — С. 65 — 67.
- Донна Олівія в трансі, або Суперечка за кому (пародія) // Захід — Схід: www.zahid-shid.net/ — 22.10.2008. — вип.5. — Фейлетон, с. 2.
- Добірка віршів // Вишнева повінь: антологія сучасної жіночої поезії Полтавщини. – Полтава: Дивосвіт, 2012. – С. 227-231.
- Відлуння: добірка віршів // Холодний Яр. – 2018. - № 1. – С. 168-175.

### Твори для дітей
- Щасливий випадок. Червиве яблучко. Чи були в Бізе діти? (у співавторстві з Мариною Хайдак)  // Славутич (Кременчук). – 12 квітня 1997 р. – С. 4.
- Шкільні бувальщини (у співавторстві з Мариною Хайдак) // Кременчук літературний-3. – Полтава: Полтавський літератор, 1997. – С. 112 – 115.
- Казка про зорі // Діво на Різдво: Казки, притчі, оповідання. – Харків: Vivat, 2019. – С. 39-47.